# شفارتسنباخ أم فالد
شوارتسنباخ أم فالد (بالألمانية: Schwarzenbach am Wald) هي بلدة ألمانية تقع في ألمانيا في بافاريا. يقدر عدد سكانها بـ 5,059 نسمة .